# Caenis macrura
Caenis macrura is een haft uit de familie Caenidae. De wetenschappelijke naam van de soort is voor het eerst geldig gepubliceerd in 1835 door Stephens.
De soort komt voor in het Palearctisch gebied.